# Retrieval Recordings
Retrieval Recordings is een platenlabel, waarop oude jazz-opnames opnieuw worden uitgegeven. In 1971 nam het het label Fountain over, waarvoor John R.T. Davies werkte. Davies was verantwoordelijk voor het 'restaureren' van de geluidsopnames en hij doet dat nu ook voor de rereleases op Retrieval Recordings. Het label is een subdivisie van Challenge Records.
Artiesten wier opnames op het label opnieuw werden uitgebracht zijn onder meer Nat Gonella, Johnny Dodds, Bing Crosby, The Georgians, Original Memphis Five, Jack Hylton, Luis Russell, Adrian Rollini, King Oliver, Red Nichols, Bix Beiderbecke en Fess Williams.